# American Woman
American Woman è un brano musicale dei The Guess Who del 1970, proveniente dall'album omonimo e pubblicato nel secondo singolo American Woman/No Sugar Tonight, che ha passato tre settimane al numero 1 della Billboard Hot 100, diventando il primo singolo canadese a raggiungere la cima della prestigiosa classifica, mentre in Canada arriva al primo posto, in Svizzera e Paesi Bassi al quarto, in Germania al sesto ed in Austria al settimo.
È stata votata per ben due volte (2000 e 2005) miglior singolo canadese di tutti i tempi in due sondaggi promossi dal magazine canadese Chart. Compare nel film American Beauty, cantata dal protagonista Kevin Spacey, e nel film Austin Powers - La spia che ci provava.
Il testo della canzone ha promosso alcune polemiche, in quanto visto da molta gente come una critica al militarismo statunitense.

## Cover
La canzone è stata riproposta come cover da molti artisti, come Krokus, Lenny Kravitz e Butthole Surfers. Nel 2018 Kelly Clarkson ha realizzato una cover del brano per la colonna sonora della omonima serie televisiva prodotta da Paramount Network.

### Lenny Kravitz

Screenshot tratto dal videoclip della cover di Lenny Kravitz

Lenny Kravit ha inserito la cover di American Woman per la colonna sonora del film Austin Powers - La spia che ci provava. In seguito è stata inclusa nelle ristampe dell'album 5.
Kravitz dichiarò di voler creare una versione più funky di American Woman, ispirandosi però al concetto di "funk" degli anni 60-70. Nel video l'attrice Heather Graham è presente in tutto il video con un vestito rosso.